# 奇阿羅科河
奇阿羅科河（Ch'iyar Juqhu River），是玻利維亞的河流，位於該國西部拉巴斯省，處於的的喀喀湖以東，發源自玻利維亞瑞阿爾山脈的奇阿羅科山附近，最終流向阿爾蒂普拉諾高原。